# René Botteron
René ("Bobo") Botteron (Glarus, 17 oktober 1954) is een voormalig Zwitsers profvoetballer, die gedurende zijn carrière vooral op het middenveld speelde.

## Clubcarrière
Botteron begon zijn profcarrière in 1972 bij FC Zürich, en won drie landskampioenschappen en driemaal de Zwitserse beker, voordat hij in 1980 vertrok naar 1. FC Köln in West-Duitsland. Na een kort uitstapje naar Standard Luik, de club waarmee hij de finale van Europa Cup voor bekerwinnaars haalde in 1982, tekende hij een contract bij 1. FC Nürnberg. Het jaar daarop keerde hij terug in Zwitserland bij FC Basel. Botteron beëindigde zijn loopbaan in 1987, nadat de club was gedregadeerd naar de Nationalliga B.

## Interlandcarrière
Botteron kwam 65 keer uit voor het Zwitsers nationaal elftal. Onder leiding van bondscoach René Hüssy maakte hij zijn debuut op 9 juni 1974 in het vriendschappelijke duel in Malmö tegen Zweden (0-0), net als Rudolf Elsener (Grasshopper-Club), Lucio Bizzini (CS Chênois) en Peter Risi (FC Winterthur). Zijn laatste interland speelde Botteron op 27 augustus 1986 in Innsbruck tegen Oostenrijk (1-1). Botteron scoorde twee keer in zijn interlandcarrière, beide keren uit een strafschop.
| Interlanddoelpunten | Interlanddoelpunten | Interlanddoelpunten | Interlanddoelpunten | Interlanddoelpunten | Interlanddoelpunten | Interlanddoelpunten |
| #                   | Datum               | Locatie             | Tegenstander        | Score               | Uitslag             | Wedstrijd           |
| ------------------- | ------------------- | ------------------- | ------------------- | ------------------- | ------------------- | ------------------- |
| 1.                  | 10/09/1980          | Bazel               | West-Duitsland      | 2–3                 | 2–3                 | Oefenduel           |
| 2.                  | 24/03/1981          | Bratislava          | Tsjecho-Slowakije   | 0–1                 | 0–1                 | Oefenduel           |

## Erelijst

### Speler
FC Zürich
- Super League: 1973–74, 1974–75, 1975–76
- Zwitserse beker: 1971–72, 1972–73, 1975–76

#### 1.FC Köln[4]
- Bundesliga: 1981-82 (vice-kampioen)
- DFB-Pokal: 1979-80 (finalist)
- Trofeu Joan Gamper: 1981

Standard Liège
- Eerste Klasse: 1981–82
- Europacup II: 1981-82 (finalisten)

FC Basel
- Uhrencup: 1983, 1986[6]